# Beautot
Beautot é uma comuna francesa na região administrativa da Normandia, no departamento de Sena Marítimo. Estende-se por uma área de 3,47 km². Em 2010 a comuna tinha 152 habitantes (densidade: 43,8 hab./km²).